# Premi Internacional Menéndez Pelayo
El Premi Internacional Menéndez Pelayo és atorgat des de l'any 1987 per la Universitat Internacional Menéndez Pelayo (UIMP) amb l'objectiu de destacar la labor literària o científica de les personalitats l'obra de les quals tingui una repercussió i dimensió humanística com l'heretada pel mestre Marcelino Menéndez Pelayo. Està dirigit als països de parla espanyola o portuguesa, és a dir, Espanya, Portugal i Iberoamèrica. La proposta dels candidats al Premi la realitzen les Universitats i les Acadèmies, així com les Institucions i Centres vinculats a la cultura literària, humanística o científica dels països d'aquestes llengües.

## Guardonats
- 1987. Octavio Paz.
- 1988. Emilio García Gómez.
- 1989. Julio Caro Baroja.
- 1990. Martí de Riquer Morera.
- 1991. Pedro Laín Entralgo.
- 1992. Carlos Fuentes Macías.
- 1993. José Manuel Blecua Teixeiro.
- 1994. Fernando Lázaro Carreter.
- 1995. José Luis Martínez Rodríguez.
- 1996. Luis Díez del Corral.
- 1997. Ernesto Sábato.
- 1998. Francisco Rico Manrique.
- 1999. Mario Vargas Llosa.
- 2000. José María Jover Zamora.
- 2001. Miguel León-Portilla.
- 2002. Julián Marías Aguilera.
- 2003. Nélida Piñón.
- 2004. Emilio Lledó Íñigo.
- 2005. Mario Benedetti.
- 2006. Eduardo García de Enterría.
- 2007. Belisario Betancur.
- 2008. Victòria Camps i Cervera.
- 2009. Margit Frenk Alatorre.
- 2010. José Luis Sampedro.
- 2011. Víctor García de la Concha.
- 2012. Ernesto de la Peña Muñoz.
- 2013. Ciriaco Morón Arroyo.
- 2014. Pedro Cerezo Galán
- 2015. Manuel Seco Reymundo
- 2016. Miguel Ángel Garrido Gallardo
- 2017. Juan Velarde Fuertes
- 2018. Aurora Egido Martínez
- 2020. Ruy Pérez Tamayo
- 2021. Concepción Company
- 2022. Álvaro Pombo